# Le Grand Départ (film, 1972)
Pour les articles homonymes, voir Le Grand Départ.
Pour plus de détails, voir Fiche technique et Distribution.
Le Grand Départ est un film français réalisé par Martial Raysse, sorti en 1972. Parmi les acteurs figurent son frère Gilles Raysse et sa fille Alexandra. La musique est signée et jouée par le groupe franco/britannique Gong.

## Synopsis
Un gourou, qui se fait appeler Caïn, se retire du monde et amène avec lui une jeune fille, Innocence, en lui promettant qu'ils atteindront bientôt le paradis, où règne Monsieur Nature.

## Fiche technique
- Titre : Le Grand Départ
- Réalisation : Martial Raysse, assisté de Christine Lipinska et Bernard Cohn
- Conseiller technique : Jean-Louis Bertuccelli
- Scénario : Martial Raysse
- Photographie : Jean-Jacques Flori
- Son : Jean-Pierre Ruh
- Musique : Gong
- Montage : Monique Giraudy, Martine Kalfon
- Production : Sunchild Productions
- Durée : 71 minutes
- Date de sortie : 
  - France : 15 novembre 1972

## Distribution
- Sterling Hayden : Mr. Nature
- Anne Wiazemsky : Mona Lisa
- Lucienne Hamon : Mme Nature
- Gilles Raysse : Caïn
- Alexandra Raysse : Innocence